# レイ・マンザレク
レイ・マンザレク（Ray Manzarek、1939年2月12日 - 2013年5月20日）は、アメリカ合衆国のロックバンド、ザ・ドアーズのオルガニスト。1967年にジム・モリソンとパメラ・カーソンを立会人として日系アメリカ人のドロシー・フジカワと結婚し、親日家としても知られていた。

## 人物
レイモンド・ダニエル・マンチャレク（Raymond Daniel Manczarek）の名で1939年にシカゴで生まれる。ポーランド系アメリカ人であり、1965年にUCLAで映画を専攻しているときにジム・モリソンと出会い、ドアーズを結成。ドアーズではオルガン、ピアノを担当し、「ハートに火をつけて」における印象的な導入部を創り上げた。左手でローズ・ピアノベースを弾き、右手でVOXコンチネンタル・オルガンを演奏するのが印象的である。ブルース、ジャズ、クラシックの影響が強いが、一聴すればすぐにマンザレクとわかる個性を持っている。
ジム・モリソンの死後マンザレクはロビー・クリーガー、ジョン・デンスモアと共にドアーズの活動を継続。2枚のアルバムを残し、最も多くの曲を歌うが、1972年に解散する。
1983年にはカール・オルフ作曲『カルミナ・ブラーナ』（プロデュースはフィリップ・グラス）をシンセサイザー演奏したソロ・アルバムを発表。そのほか1970年代に2枚のソロ・アルバム（『ザ・ゴールデン・スキャラブ』『The Whole Thing Started with Rock & Roll Now It's Out of Control』）をリリースしている。
1977年には、後にブロンディに加入するナイジェル・ハリソンとともに、ナイト・シティを結成し、2枚のアルバム（『果てしなき夜への挑戦状』『Golden Days Diamond Nights』）を残した。
マンザレクはモリソンを神格化する傾向が強く、1991年のオリバー・ストーン監督の映画『ドアーズ』では、モリソンの人物造形がひどいとして一切の協力を拒んだ。
1998年に発表された彼の自叙伝『Light My Fire: My Life with the Doors』はその生涯でもっとも輝いた時代、ドアーズでの活動が多々著述されている。しかし、レイよりも先に1990年に自叙伝『Riders on the storm』（邦題『ドアーズ』早川書房）を発表してベストセラーになったジョン・デンスモアは、レイの著書に見られる思い込みの事実誤認を指摘し、そのため二人の仲が一時的に険悪になった。レイは、そのほか小説も2作発表している。
2000年公開の映画『Love Her Madly』の監督を務め、同名のサウンドトラックも発表した。この映画はジム・モリソンの持っていたアイデアを脚本化したものだという。
2002年からはドアーズのギタリストだったロビー・クリーガーとともに「21世紀のドアーズ (The Doors of the 21st Century)」という名前で演奏活動をはじめた。しかし、ドラマーのジョン・デンスモアがドアーズの名称使用に関する裁判を起こし、「ライダーズ・オン・ザ・ストーム」、「マンザレク・クリーガー」などと名前を変える。活動は死の直前まで続けられた。
2013年5月20日、肝外胆管がんにより、ドイツのローゼンハイムで死去。74歳没。ロビー・クリーガーはその死を悼んで次のようなメッセージをウェブサイトに掲載した。「レイは私の人生の大きな一部であり、これからもずっと心に残る相手だ。レイとジムは私が知るなかで最も人並み外れた二人だった。ジムについてはすぐにそれがわかった。彼は明らかに天才だったし、人と違ったことをしようと努力して、それに成功していた。一方、レイは遅咲きの花だった。おそらく彼の（そして私たちの）エネルギーがジムを抑えるのに使われていたからだ。本当のレイはジムが死去するまで表れなかった。彼はいつもさまざまな人とプロジェクトを行い、プロデュースを行い、さまざまな詩人と一緒に演奏した。彼はいつも人の良い面を見ていた。それが彼の才能だ。彼はUCLAでジムの中に良い点を見出した唯一の人物だった。他の人はジムをにせものか無価値だと思った。彼だけがジムの言葉の才能を見抜き、その後のことはご存じのとおりだ。レイは私の人生に影響を与えた。あなたにとってもそうであればいいと思う」。

## ディスコグラフィ

### リーダー・アルバム
- 『ザ・ゴールデン・スキャラブ』 - The Golden Scarab (1974年)
- The Whole Thing Started with Rock & Roll Now It's Out of Control (1974年)
- 『カルミナ・ブラーナ』 - Carmina Burana (1983年)
- Love Lion (1993年) ※with マイケル・マクルーア
- The Doors: Myth And Reality, The Spoken Word History (1996年) ※スポークン・ワード・アルバム
- Freshly Dug (1999年) ※with ダリル・リード
- Love Her Madly (2006年)
- Atonal Head (2006年) ※with Piotr Bal
- Ballads Before The Rain (2008年) ※with ロイ・ロジャース
- 『トランスルーセント・ブルース』 - Translucent Blues (2011年) ※with ロイ・ロジャース
- The Piano Poems: Live From San Francisco (2012年) ※with マイケル・マクルーア
- Twisted Tales (2013年) ※with ロイ・ロジャース

### ナイト・シティ
- 『果てしなき夜への挑戦状』 - Nite City (1977年)
- Golden Days Diamond Nights (1978年)

### 参加アルバム
- エコー&ザ・バニーメン : 『エコー&ザ・バニーメン』 - Echo & the Bunnymen (1987年) ※「Bedbugs and Ballyhoo」に参加
- スコット・リチャードソン : Revelation Blues (1994年)
- アル・ヤンコビック : Alpocalypse（2011年) ※「Craigslist」(2009年にシングルで発表)に参加
- マイケル・C・フォード : Look Each Other in The Ears (2014年、Hen House Studio) ※詩人のアルバムに元ドアーズの3人が参加

## 著作
- Light My Fire: My Life with the Doors (1999年) ISBN 0-425-17045-4
- The Poet in Exile (2001年) Thunder's Mouth Press, 2002 paperback: ISBN 1-56025-447-5
- Snake Moon (2006年) ISBN 1-59780-041-4